# Necker-kocka
A Necker-kocka egy optikai illúzió, melyet először 1832-ben publikált a svájci krisztallográfus, Louis Albert Necker.
A kocka egy kétértelmű rajz.

Necker-kocka

A megfigyelő térlátásától függ, hogy milyennek látja a kockát:
- Az A interpretáció az, amit egy átlagos megfigyelő első ránézésre érzékelhet. Ekkor a bal alsó lapot a kocka felénk néző előlapjának látjuk.

Necker-kocka egyik nézete (A)

- A B interpretáció esetében a jobb alsó lap a kocka alsó lapja, mely lefelé néz.

Necker-kocka másik nézete (B)

Ha nincs a kockába berajzolva szaggatott vonal, mely segít a térlátás orientációjában, akkor a megfigyelő térlátó képessége dönti el, hogy képes-e látni a kétféle kockát ugyanabban a kockában. A fejlett térlátással rendelkező megfigyelő képes váltogatni a különböző nézeteket. A Necker-kocka esete is rávilágít az ember vizuális rendszerének a működésére, az agyi neurális hálózat fejlettségére.